# First Division 1926/1927
Třicátý pátý ročník First Division (1. anglické fotbalové ligy) se konal od 28. srpna 1926 do 7. května 1927.
Hrálo se opět s 22 kluby. Sezonu vyhrál po osmnácti letech a počtvrté v klubové historii Newcastle United, který získal o pět bodů více než obhájce titulu Huddersfield Town. Nejlepším střelcem se stal hráč Sheffield Wednesday Jimmy Trotter který vstřelil 37 branek.